# Хорхе Рісо
Хорхе Рісо (ісп. Jorge Rizo, 21 вересня 1952) — кубинський ватерполіст.
Учасник Олімпійських Ігор 1972, 1976, 1980 років.